# Valentin Emil Lubberger

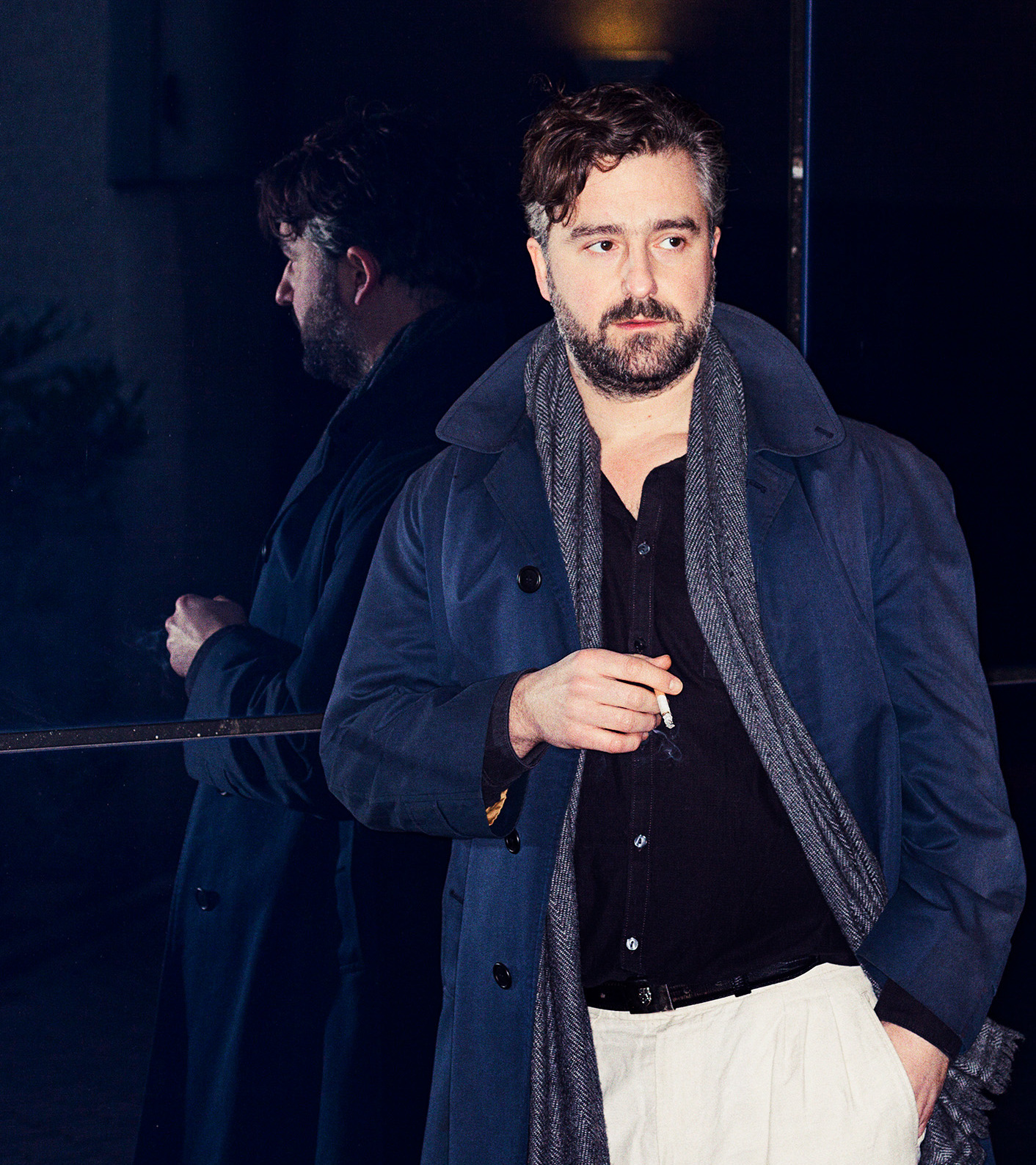
Valentin Emil Lubberger auf der Bühne (2017, fotografiert von Valerie Schmidt)

Valentin Emil Lubberger (* 17. März 1981 in Oberhausen) ist ein deutscher bildender Künstler, Schauspieler, Comedian und Synchronsprecher.

## Leben
Lubberger absolvierte 2001 am Leibniz-Gymnasium in Düsseldorf sein Abitur. Bereits in dieser Zeit spielte er eine der Hauptrollen bei „tatverdächtige“ am ZAKK Düsseldorf. Im Jahr 2003 begann er ein Studium der Freien Kunst an der Kunstakademie Düsseldorf bei Jörg Immendorff. Nach dessen Tod wechselte Lubberger an die Kunsthochschule Berlin-Weißensee, erhielt dort 2010 sein Diplom und schloss 2012 als Meisterschüler bei Werner Liebmann sein Studium ab. Von 2004 bis 2006 gehörte er dem Ensemble des Theater am Schlachthof Neuss und wirkte unter anderen als Hauptdarsteller in den Stücken Romeo und Julia im Meererhof als Romeo, Sid and Nancy als Sid oder auch in Clockwork Orange als Alex mit. 2004 war er außerdem in der Titelhauptrolle als Heinrich Heine im Stück Heinrich Heine Reloaded zu sehen.
Von 2012 bis 2013 wirkte er im Stück Wie wir den totalen Krieg beenden 1–3 unter der Regie von Moritz Riesewieck im BAT-Studiotheater Berlin mit. Unter Riesewieck war er am Theaterdiscounter Berlin als Erzähler in Voicek zu hören. Seit Jugendzeiten und auch während des Kunststudiums spielte Lubberger in zahlreichen Theater- und Filmproduktionen. Da ihn die Freude am Spiel nicht losließ, entschied er sich 2016 für eine private Schauspielausbildung am Actors Space Berlin. Lubberger lebt in Berlin und tritt dort unregelmäßig als Comedian auf.

## Arbeiten (Auswahl)

### Film
- 2017 Caraba von Katharina Mihm
- 2019: Kaiser von Jannis Alexander Kiefer
- 2019: A Picture in the 21st Century von Stefan Pecher
- 2021: Chasing Paper Birds von Mariana-Ivana Jukica

### Serie
- 2022–2023: Irgendwas mit Medien von Mirko Muhshoff, Jano Kaltenbach (UFA Serial Drama, 5/8 Folgen)

### Theater
- 2001–2003: Hexenkessel, Regie: Simon Steimel, Zakk Düsseldorf
- 2004:  Birdy, Regie: Michael Hewel, Theater am Schlachthof Neuss
- 2004: Romeo und Julia im Meererhof, Regie: Sven Post, Theater am Schlachthof Neuss
- 2004: Heinrich Heine Reloaded, Regie: Sven Post, Junges Schauspielhaus Düsseldorf
- 2005: Club der Toten Dichter, Regie: Sven Post, Theater am Schlachthof Neuss
- 2005: Sid and Nancy, Regie: Theo Meller, Theater am Schlachthof Neuss
- 2005: Clockwork Orange, Regie: Sven Post, Theater am Schlachthof Neuss
- 2005–2006: Saure Drops, Regie: Bianca Küntzel, Theater am Schlachthof Neuss
- 2005–2006: Das Kuckucksei, Regie: Bernd Plöger, Theater am Schlachthof Neuss
- 2012–2013: Wie wir den totalen Krieg beenden 1–3, Regie: Moritz Riesewieck, BAT-Studiotheater Berlin
- 2015: Voicek, Regie: Moritz Riesewieck, Theaterdiscounter Berlin
- 2017: Der Sturm nach Shakespeare, Regie: Frank-Tilmann Otto, Theater O-Ton Art Berlin
- 2017–2018:  Floh im Ohr, Regie: Thomas Donndorf, Theaterforum Kreuzberg
- 2019: Sämtliche Erzählungen (Jakob Nolte), Regie: Lea Auperle, Theater Verlängertes Wohnzimmer Berlin
- 2020: Klingelstreich beim Kapitalismus, Regie: Peng! Kollektiv, Kampnagel Hamburg
- 2000–2022: Tatverdächtige, Regie: Simon Steimel, Zakk Düsseldorf